# Кошицька Нова Весь
Кошицька Нова Весь (словац. Košická Nová Ves) — міська частина, громада округу Кошиці III, Кошицький край. Кадастрова площа громади — 5.77 км².
Населення 2957 осіб (станом на 31 грудня 2020 року).

## Історія
Кошицька Нова Весь згадується 1297 року.